# Yaohu Hu (sjö i Kina, lat 28,93, long 115,42)
Yaohu Hu är en sjö i Kina. Den ligger i provinsen Jiangxi, i den sydöstra delen av landet, omkring 52 kilometer nordväst om provinshuvudstaden Nanchang. Yaohu Hu ligger 59 meter över havet. Trakten runt Yaohu Hu består till största delen av jordbruksmark.
Genomsnittlig årsnederbörd är 2 159 millimeter. Den regnigaste månaden är juni, med i genomsnitt 337 mm nederbörd, och den torraste är oktober, med 44 mm nederbörd.